# Аутономизам (политичка доктрина)
Аутономизам је доктрина која подржава стицање или очување политичке аутономије једне нације или региона. У великој већини случајева су присталице федерализма. Суверенизам нужно подразумијева аутономизам, али не и обрнуто.